# Карно, Морис
Мо́рис Ка́рно (англ. Maurice Karnaugh; 4 октября 1924, Нью-Йорк, Нью-Йорк — 8 ноября 2022, Бронкс, Нью-Йорк) — американский физик, математик, компьютерный учёный, изобретатель, создатель метода минимизации булевых функций, известного как «карта Карно».

## Биография
В 1944—1948 годах изучал математику и физику в нью-йоркском Сити-колледж, затем перешёл в Йельский университет, где получил степени бакалавра наук (1949), магистра наук (1950) и доктора философии по физике (1952) по теме «Теория магнитного резонанса и удвоение лямбда-типа в оксиде азота» (англ. The Theory of Magnetic Resonance and Lambda-Type Doubling in Nitric-Oxide).
В 1952—1966 году работал в Bell Labs, где разработал метод таблиц Карно (1954) и получил патенты на импульсно-кодовую модуляцию и магнитные логические элементы.
В 1966—1970 годах работал в IBM в подразделении Federal Systems Division в Гейтерсберге (штат Мэриленд), в 1970—1989 годах — в исследовательском центре Уотсона, где разрабатывал быстродействующие компьютерные сети.
В 1976 году был избран членом IEEE, в 1980—1999 годах работал в качестве адъюнкта в Политехническом институте Нью-Йоркского университета.
Скончался 8 ноября 2022 года.

## Личная жизнь
С 1970 года был женат на Линн Блэнк Уэйл (англ. Linn Blank Weil). Имел двух сыновей, Роберта и Поля от первого брака.

## Публикации
- The Map Method for Synthesis of Combinational Logic Circuits, Trans. AIEE. pt I, 72(9):593-599, November 1953
- A New Class of Algorithms for Multipoint Network Optimization, IEEE Trans. Comm., May 1976, pp. 505–505
- Issues in Computer Communications, IEEE Trans. Comm., pp. 495–498, 1972
- Generalized quicksearch for expert systems, in Proc. Artificial Intelligence for Applications, pp. 30–34. 1992